# Chaumousey
Chaumousey est une commune française située dans le département des Vosges, en région Grand Est.
Ses habitants sont appelés les Calmosiens.

## Géographie

### Localisation

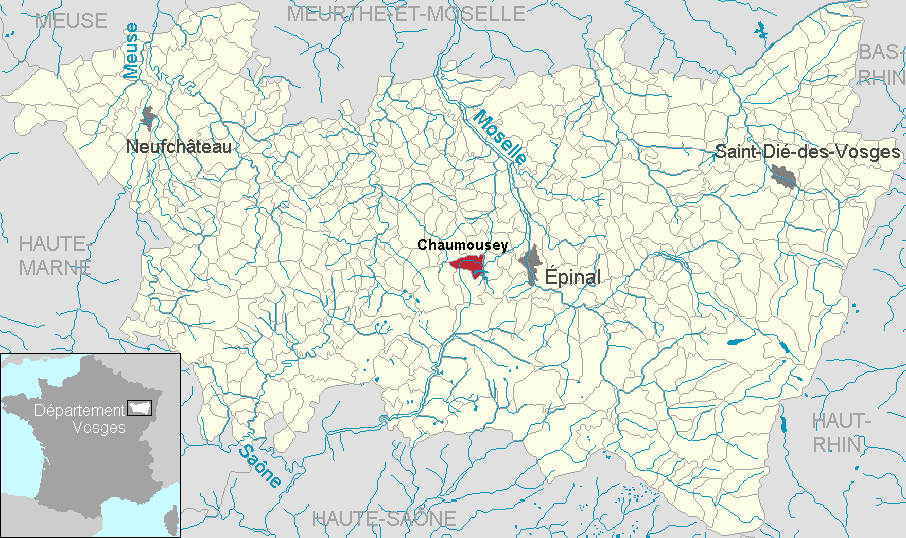
Localisation dans le département.

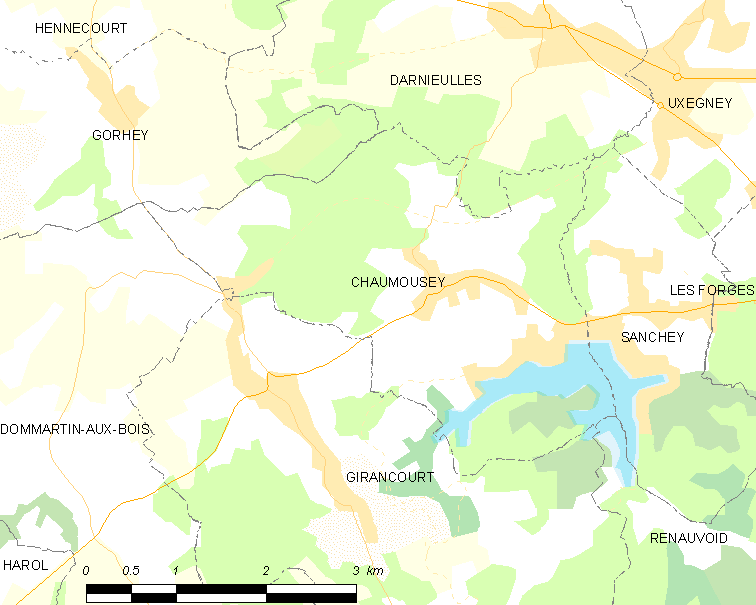
Situation géographique de Chaumousey.

Chaumousey est une commune de la banlieue sud-ouest d'Épinal. La création du réservoir de Bouzey pour assurer le niveau du canal de l'Est et l'attrait de la nature non loin du bassin d'emploi spinalien ont transformé en un siècle une petite commune rurale en un village-dortoir agrémenté de lieux touristiques.

### Voies de communications et transports

#### Voies routières
- Le village se situe sur la route menant d'Épinal à Darney.

#### Transports en commun
- Fluo Grand Est.

##### Lignes SNCF
- Gare d'Épinal.

### Communes limitrophes
| Gorhey             | Darnieulles |           |
| Dommartin-aux-Bois | Chaumousey  | Sanchey   |
|                    | Girancourt  | Renauvoid |

### Hydrographie et les eaux souterraines
Hydrogéologie et climatologie : Système d’information pour la gestion des eaux souterraines du bassin Rhin-Meuse :
Territoire communal : Occupation du sol (Corinne Land Cover); Cours d'eau (BD Carthage),
Géologie : Carte géologique; Coupes géologiques et techniques,
 Hydrogéologie : Masses d'eau souterraine; BD Lisa; Cartes piézométriques.
La commune est située dans le bassin versant du Rhin au sein du bassin Rhin-Meuse. Elle est drainée par l'Aviere, la rigole d'alimentation du réservoir de Bouzey, le ruisseau des Rayeux, la rigole d'alimentation du bief de partage du Canal de l'Est, le ruisseau de l'Etang du Houe et le ruisseau du Breuil,.
L'Avière, d'une longueur totale de 28 km, prend sa source dans la commune de Renauvoid et se jette  dans la Moselle à Châtel-sur-Moselle, après avoir traversé dix communes.
La rigole d'alimentation du réservoir de Bouzey, d'une longueur totale de 41,5 km, prend sa source dans la commune de Saint-Étienne-lès-Remiremont et se jette  dans l'Avière sur le territoire communal, alimentant le réservoir de Bouzey, après avoir traversé douze communes.

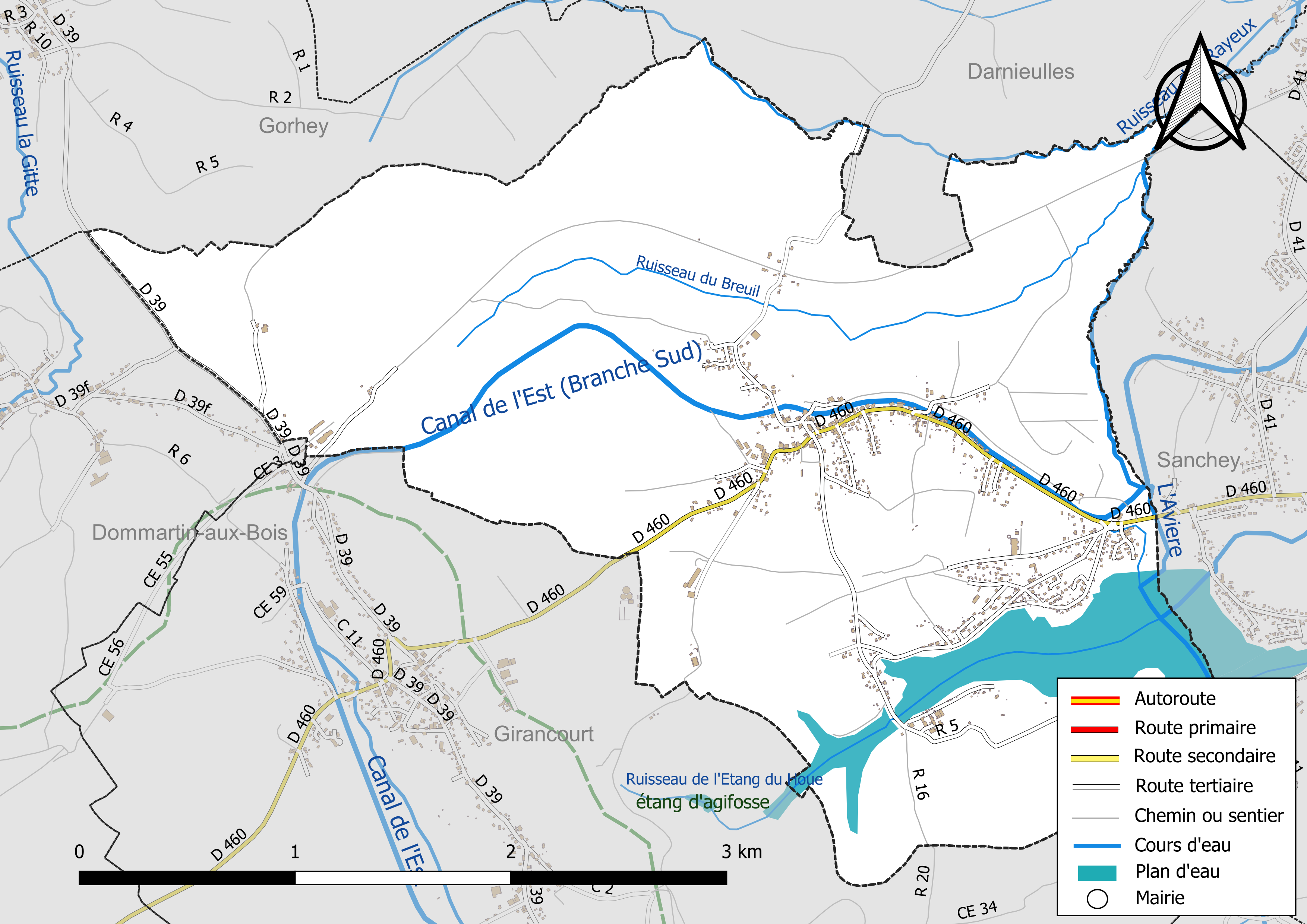
Réseaux hydrographique et routier de Chaumousey.

### Climat
Pour des articles plus généraux, voir Climat du Grand Est et Climat des Vosges.
En 2010, le climat de la commune est de type climat de montagne, selon une étude du Centre national de la recherche scientifique s'appuyant sur une série de données couvrant la période 1971-2000. En 2020, Météo-France publie une typologie des climats de la France métropolitaine dans laquelle la commune est exposée à un climat semi-continental et est dans la région climatique  Lorraine, plateau de Langres, Morvan, caractérisée par un hiver rude (1,5 °C), des vents modérés et des brouillards fréquents en automne et hiver. 
Pour la période 1971-2000, la température annuelle moyenne est de 9,5 °C, avec une amplitude thermique annuelle de 16,9 °C. Le cumul annuel moyen de précipitations est de 1 027 mm, avec 12,8 jours de précipitations en janvier et 10,2 jours en juillet. Pour la période 1991-2020, la température moyenne annuelle observée sur la station météorologique de Météo-France la plus proche, « Dommartin-aux-Bois_sapc », sur la commune de Dommartin-aux-Bois à 5 km à vol d'oiseau, est de 10,6 °C et le cumul annuel moyen de précipitations est de 908,9 mm. 
La température maximale relevée sur cette station est de 39,4 °C, atteinte le 25 juillet 2019 ; la température minimale est de −17,5 °C, atteinte le 20 décembre 2009,,. 
Les paramètres climatiques de la commune ont été estimés pour le milieu du siècle (2041-2070) selon différents scénarios d'émission de gaz à effet de serre à partir des nouvelles projections climatiques de référence DRIAS-2020. Ils sont consultables sur un site dédié publié par Météo-France en novembre 2022.

## Urbanisme

### Typologie
Au 1er janvier 2024, Chaumousey est catégorisée bourg rural, selon la nouvelle grille communale de densité à sept niveaux définie par l'Insee en 2022.
Elle appartient à l'unité urbaine d'Épinal, une agglomération intra-départementale regroupant douze  communes, dont elle est une commune de la banlieue,,. Par ailleurs la commune fait partie de l'aire d'attraction d'Épinal, dont elle est une commune de la couronne,. Cette aire, qui regroupe 118 communes, est catégorisée dans les aires de 50 000 à moins de 200 000 habitants,.

### Occupation des sols
L'occupation des sols de la commune, telle qu'elle ressort de la base de données européenne d’occupation biophysique des sols Corine Land Cover (CLC), est marquée par l'importance des forêts et milieux semi-naturels (46,3 % en 2018), une proportion identique à celle de 1990 (46,3 %). La répartition détaillée en 2018 est la suivante : 
forêts (46,3 %), prairies (18,3 %), zones agricoles hétérogènes (18,3 %), zones urbanisées (9,5 %), eaux continentales (7,2 %), terres arables (0,4 %). L'évolution de l’occupation des sols de la commune et de ses infrastructures peut être observée sur les différentes représentations cartographiques du territoire : la carte de Cassini (XVIIIe siècle), la carte d'état-major (1820-1866) et les cartes ou photos aériennes de l'IGN pour la période actuelle (1950 à aujourd'hui).

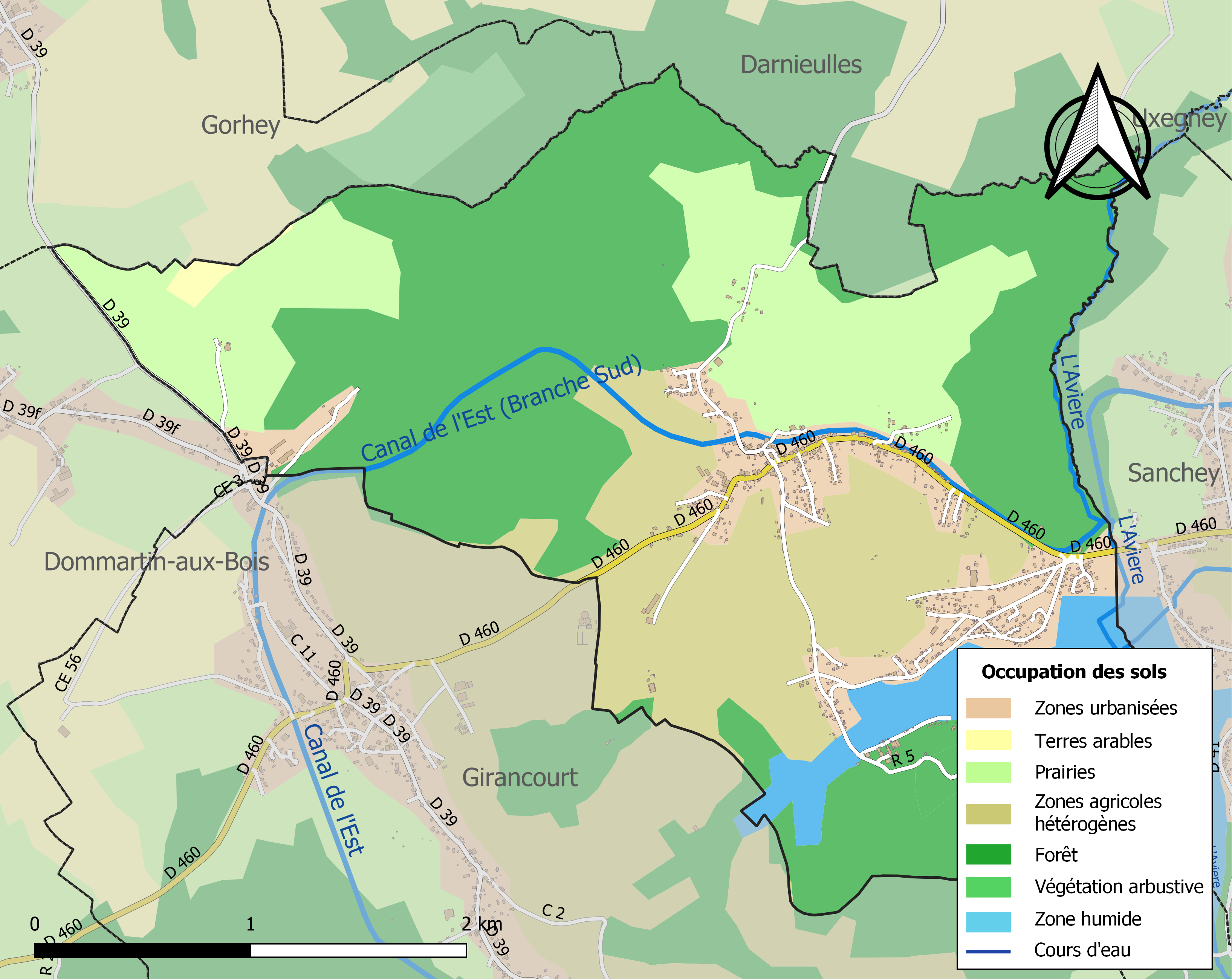
Carte des infrastructures et de l'occupation des sols de la commune en 2018 (CLC).

### Sismicité
Commune située dans une zone 1b de sismicité très faible.

## Toponymie
Le nom de la localité est attesté sous les formes Ecclesia de Calmosiaco (1095) ; Abb. Sancti Salvatoris Casmosiacensis (1134) ; Ecclesiam beate Marie de Chamusey… Chamosey (1160) ; Abbas Chalmosiaci (1173) ; In villa quæ dicitur Chamoseis, monasterio Chalmosiaci (1195) ; Chamoisi (1196) ; Alodium de Calmoseio (XIIe siècle) ; De Calmesiaco (XIIe siècle) ; Chamousei (1239) ; Chaumoisei (1246) ; Chamouzei (1246) ; Chamoisey (1248) ; Chamouzey (1286) ; Chamosey (1288) ; Chaumousis (XIIIe siècle) ; Chamoisé (1302) ; Chamozey (1303) ; Chamoyse (1334) ; Chamoxey (1422) ; Chalmosey (1426) ; Chaulmosy (1436) ; Chalmoisy (1459) ; Chalmoisey (1477) ; Chaulmoisey (1503) ; Chamoizey (1505) ; Chaulmozei (1523) ; Maire de Chaulmousey la Ville (1563) ; Chaulmoizier (1583) ; Chamoysy abbaye, Chamoysy la Ville (1594) ; Chaulmouzey la Ville (XVIe siècle) ; Chaulmoisy (XVIe siècle) ; Chamoucey (1656).

L'appellation de Chaumousey vient du latin Calmociacum et celle-ci date du xie siècle. Il se peut qu'il s'agisse d'une latinisation des Romains du nom local précédemment donné. Le suffixe -ey dérive des suffixes celtiques et latins signifiant « lieu », ajouté à un nom propre par exemple. Au XVIe siècle, le nom évolue pour devenir « Chaulmousey la Ville » afin de faire la distinction entre l'abbaye et le village. En 1682, ce dernier se nomme « Chaumousey-la-Ville » avant de s'appeler « Chalmozey » presque un siècle plus tard. Plus tard, à une date inconnue, la commune prend le nom définitif de Chaumousey.

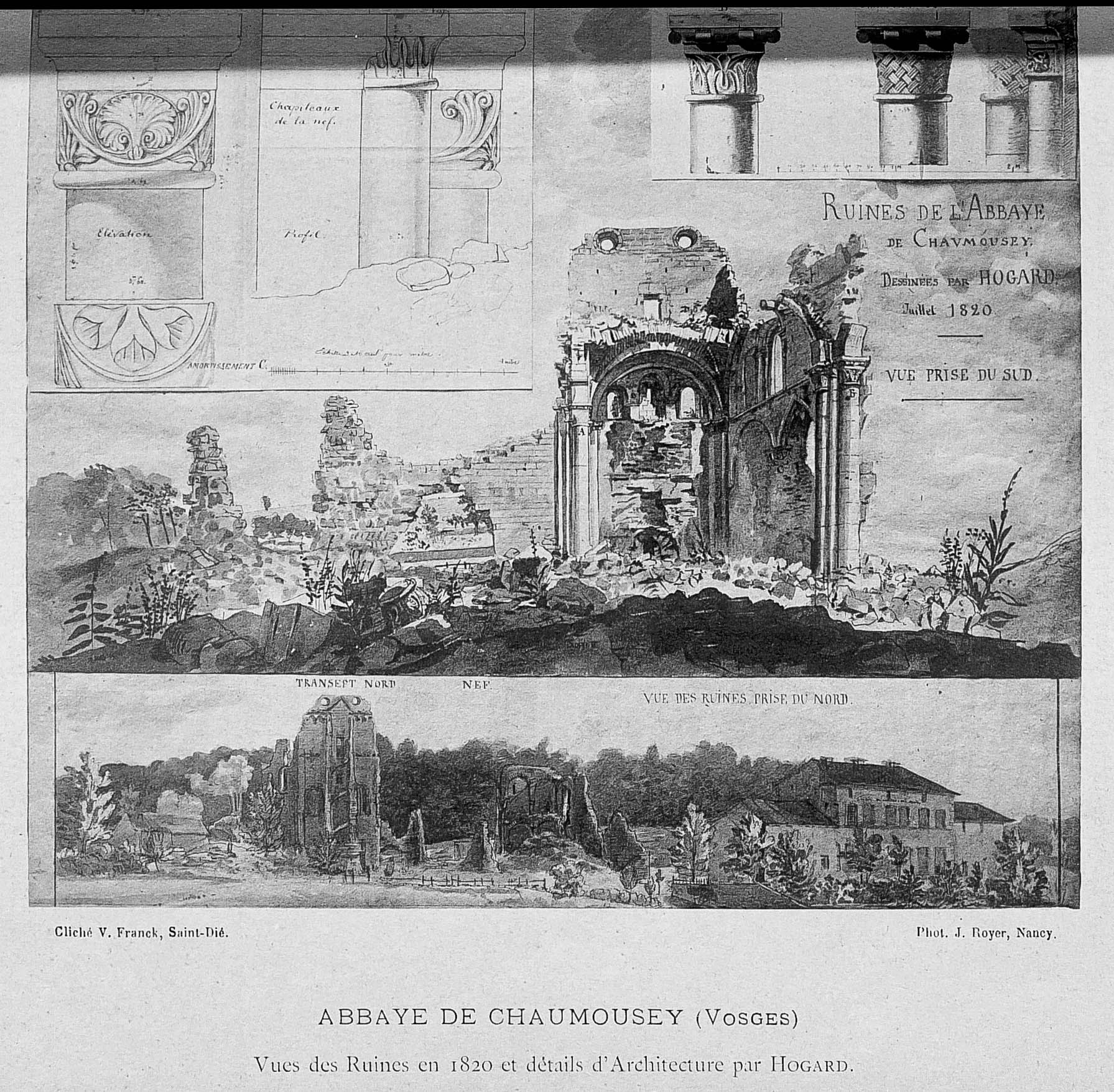
Illustration des ruines de l'abbaye de Chaumousey, en 1820, par Henri Joseph Hogard.

## Histoire
Les fouilles archéologiques sont les seules sources qui permettent d'affirmer que Chaumousey possède une histoire précédant son abbaye : deux tumulus gaulois ont été retrouvés.
Autrement, l'histoire de Chaumousey est intiment liée à celle de l'abbaye de Chaumousey, qui est fondée en 1091 par Séhère. Ce dernier est nommé abbé deux ans plus tard par l'évêque de Toul Pibon. Au fil des siècles, l'abbaye devient attirante pour de nombreuses personnes et elle acquiert un nombre important de biens, acquis par donations. L'histoire de l'abbaye et du village est marquée par la présence de Pierre Fourier, qui rejoint les chanoines réguliers de Saint-Augustin à Chaumousey en 1585.
À partir de la Révolution française de 1789, la commune de Chaumousey s'enrichit de bâtiments et services publics, tels que des fontaines, une école de filles en 1870, puis d'une école-mairie en 1884.

## Politique et administration

### Intercommunalité
La commune de Chaumousey fait partie de la communauté d'agglomération d'Épinal.

### Liste des maires
| Période                                  | Période                   | Identité                                       | Étiquette | Qualité                    |
| ---------------------------------------- | ------------------------- | ---------------------------------------------- | --------- | -------------------------- |
| Les données manquantes sont à compléter. |                           |                                                |           |                            |
| 1947                                     | 1953                      | Alcide Raulin                                  |           |                            |
| 1953                                     | 1954                      | Émile Vigne                                    |           |                            |
| 1954                                     | 1981                      | Paul Colin                                     |           | Décédé en cours de mandat. |
| 1981                                     | mars 1983                 | Yves Morel                                     |           |                            |
| mars 1983                                | mars 2001                 | Jacques Jeantroux                              |           |                            |
| mars 2001                                | mars 2008                 | Bernard Urion                                  |           |                            |
| mars 2008                                | En cours (au 25 mai 2020) | Olivier Baraban Réélu pour le mandat 2020-2026 |           |                            |

### Budget et fiscalité 2022

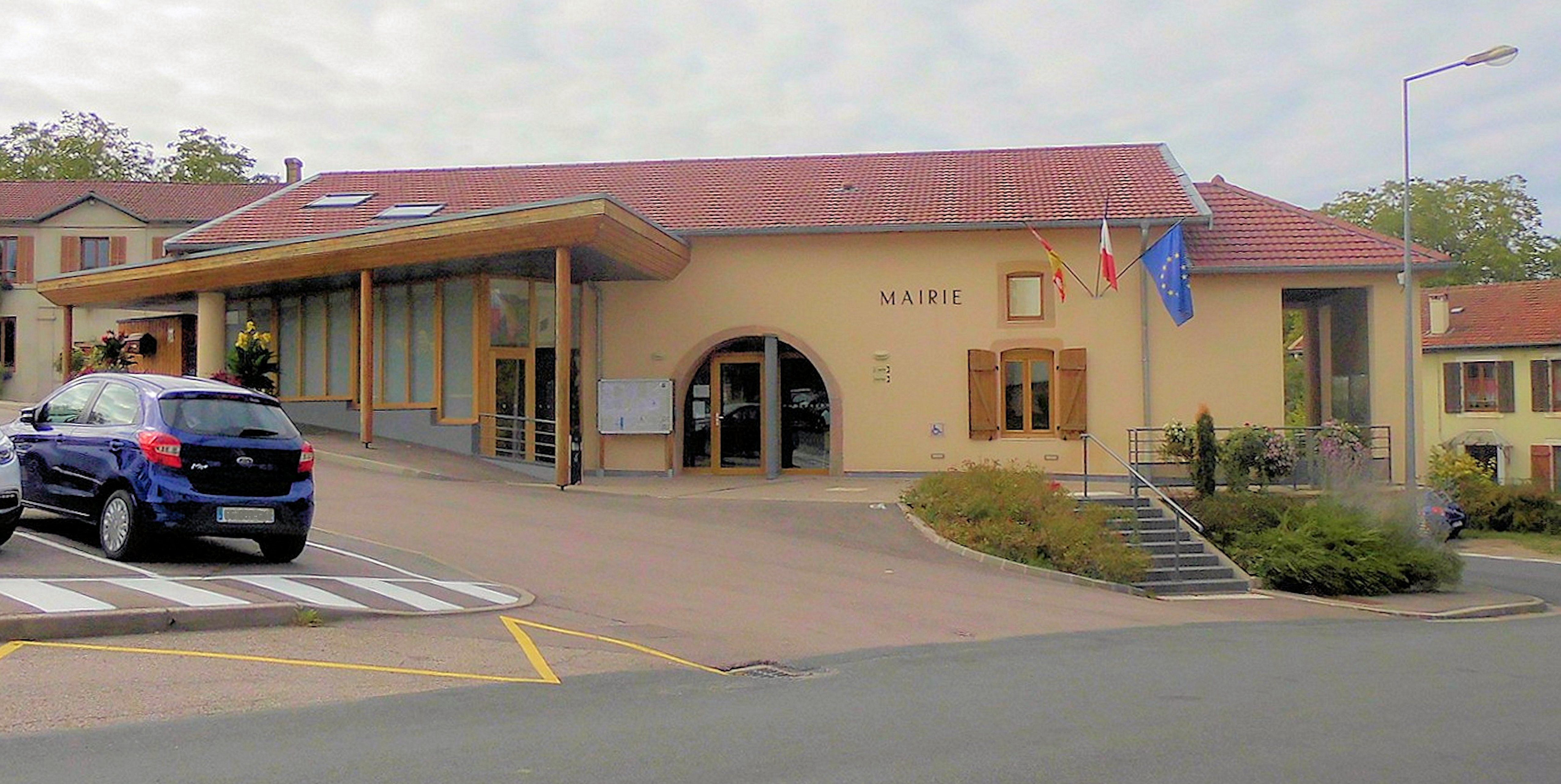
La mairie.

En 2022, le budget de la commune était constitué ainsi :
- total des produits de fonctionnement : 685 000 €, soit 739 € par habitant ;
- total des charges de fonctionnement : 600 000 €, soit 647 € par habitant ;
- total des ressources d'investissement : 427 000 €, soit 461 € par habitant ;
- total des emplois d'investissement : 532 000 €, soit 575 € par habitant ;
- endettement : 778 000 €, soit 840 € par habitant.

Avec les taux de fiscalité suivants :
- taxe d'habitation : 11,15 % ;
- taxe foncière sur les propriétés bâties : 39,01 % ;
- taxe foncière sur les propriétés non bâties : 27,32 % ;
- taxe additionnelle à la taxe foncière sur les propriétés non bâties : 0,00 % ;
- cotisation foncière des entreprises : 0,00 %.

Chiffres clés Revenus et pauvreté des ménages en 2021 : médiane en 2021 du revenu disponible, par unité de consommation : 25 130 €.

### Jumelages
Chaumousey n'est jumelée avec aucune autre ville.

## Population et société

### Démographie

#### Évolution démographique
L'évolution du nombre d'habitants est connue à travers les recensements de la population effectués dans la commune depuis 1793. Pour les communes de moins de 10 000 habitants, une enquête de recensement portant sur toute la population est réalisée tous les cinq ans, les populations de référence des années intermédiaires étant quant à elles estimées par interpolation ou extrapolation. Pour la commune, le premier recensement exhaustif entrant dans le cadre du nouveau dispositif a été réalisé en 2007.

En 2022, la commune comptait 913 habitants, en évolution de +1,56 % par rapport à 2016 (Vosges : −2,96 %, France hors Mayotte : +2,11 %).
| 1793 | 1800 | 1806 | 1821 | 1831 | 1836 | 1841 | 1846 | 1856 |
| ---- | ---- | ---- | ---- | ---- | ---- | ---- | ---- | ---- |
| 114  | 323  | 363  | 348  | 362  | 356  | 363  | 369  | 383  |

| 1861 | 1866 | 1876 | 1881 | 1886 | 1891 | 1896 | 1901 | 1906 |
| ---- | ---- | ---- | ---- | ---- | ---- | ---- | ---- | ---- |
| 390  | 442  | 405  | 503  | 439  | 401  | 359  | 379  | 359  |

| 1911 | 1921 | 1926 | 1931 | 1936 | 1946 | 1954 | 1962 | 1968 |
| ---- | ---- | ---- | ---- | ---- | ---- | ---- | ---- | ---- |
| 338  | 321  | 323  | 335  | 290  | 295  | 286  | 342  | 327  |

| 1975 | 1982 | 1990 | 1999 | 2006 | 2007 | 2012 | 2017 | 2022 |
| ---- | ---- | ---- | ---- | ---- | ---- | ---- | ---- | ---- |
| 411  | 590  | 756  | 784  | 858  | 868  | 878  | 908  | 913  |

### Enseignement
Il existe une école élémentaire à Chaumousey.

### Services publics
Chaumousey dispose d'une médiathèque, appelée Le Nez aux Vents. Elle fait partie du réseau de la bmi d'Épinal.

### Santé
Professionnels et établissements de santé :
- Médecins à Chaumousey, Girancourt, Darnieulles, Les Forges.
- Pharmacies à Chaumousey, Girancourt, Les Forges, Uxegney, Chantraine, Golbey.
- Hôpitaux à Golbey, Ville-sur-Illon.

### Cultes
- Culte catholique, Paroisse Saint-Jean-Baptiste-de-l'Avière[35], Diocèse de Saint-Dié.

## Économie

### Entreprises et commerces

#### Agriculture
- Élevage de vaches laitières.
- Culture et élevage associés.

#### Tourisme
- Hébergements et restauration à Chaumousey, Sanchey, Girancourt, Agémont, Dompaire.

#### Commerces
- Commerces et services de proximité.

## Culture locale et patrimoine

### Lieux et monuments

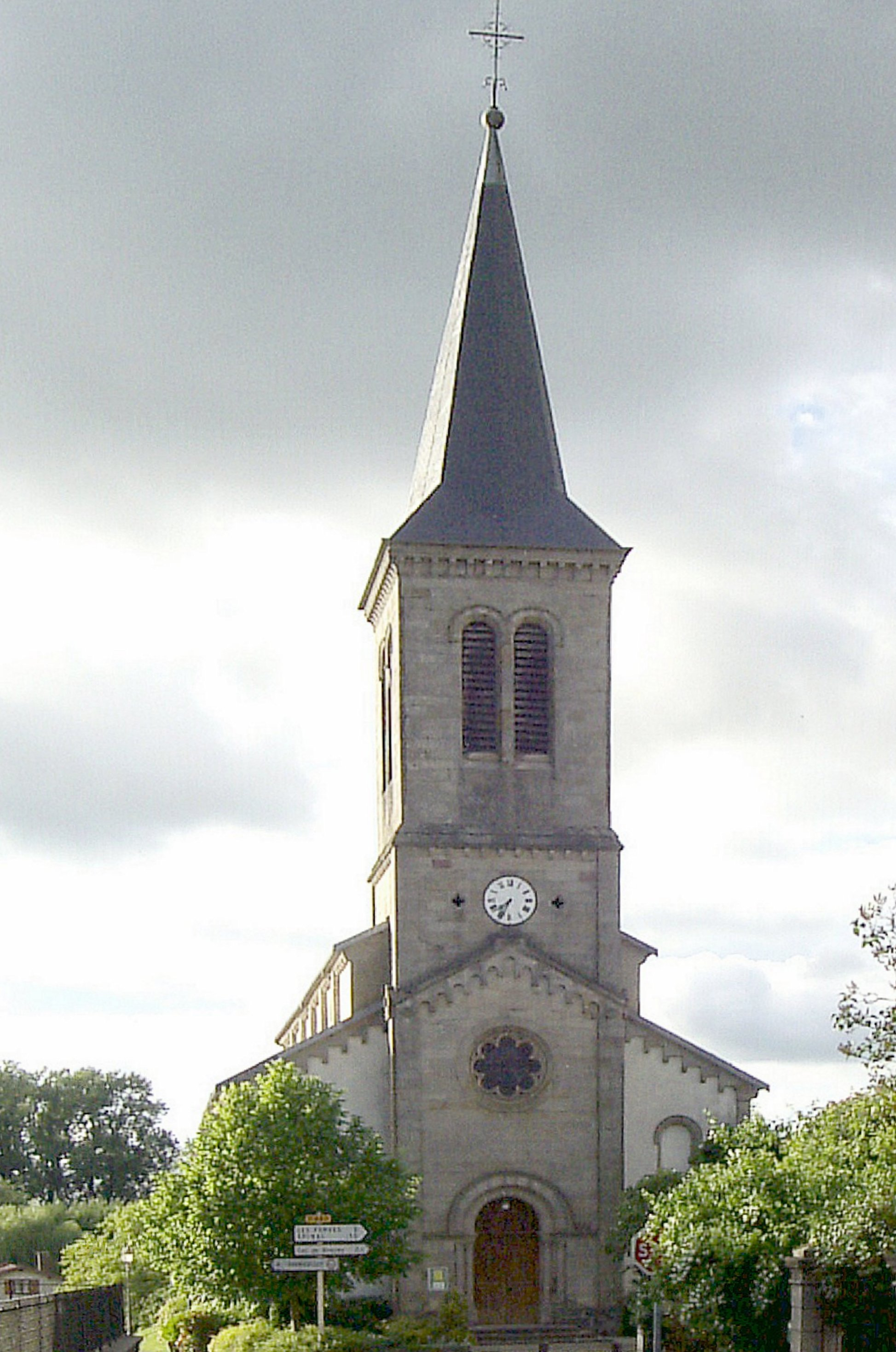
L'église de la Nativité-Notre-Dame.
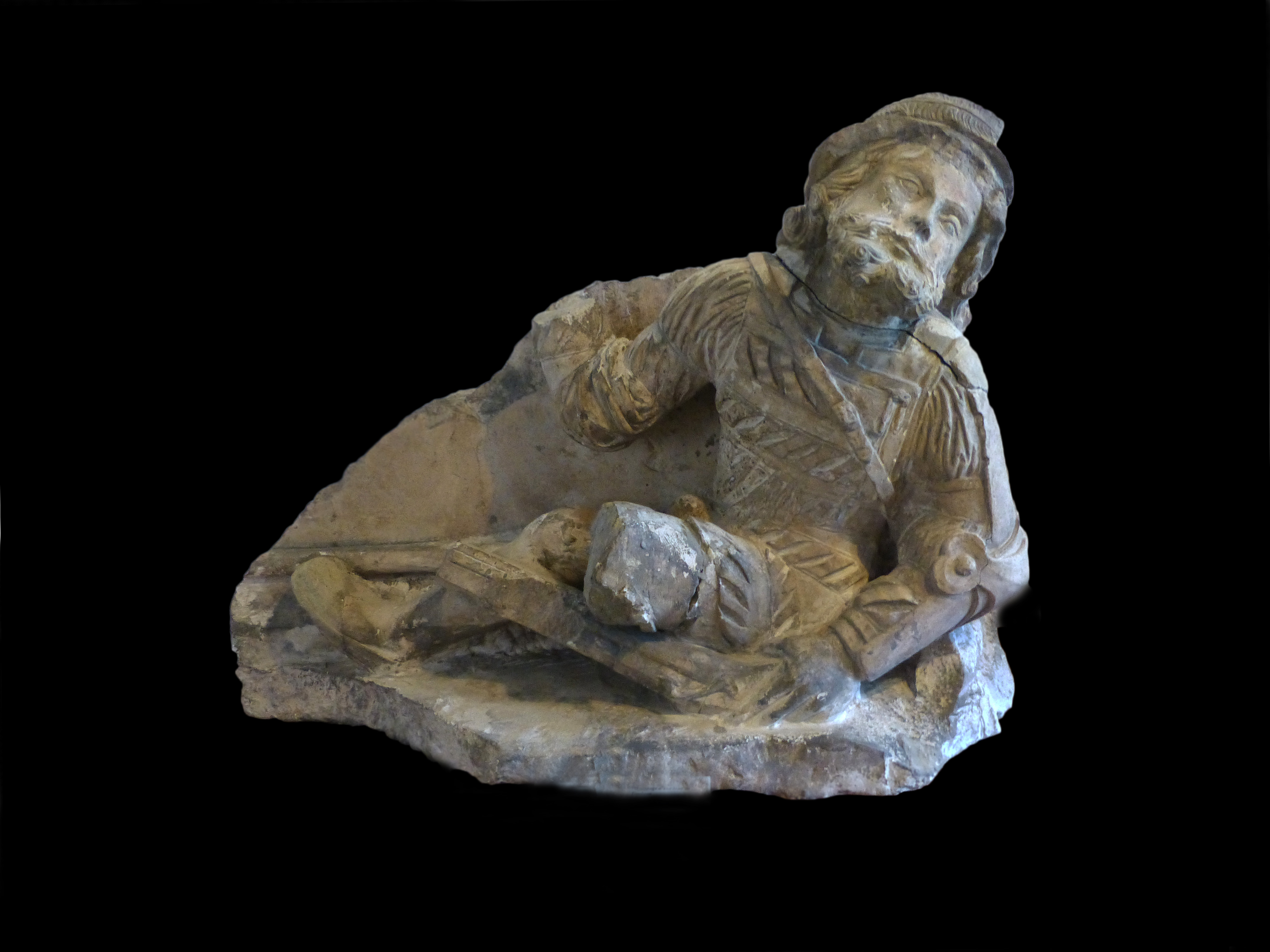
Gardien du tombeau, vers 1525. Provient de l'ancienne Abbaye de Chaumousey (Musée départemental d'art ancien et contemporain d’Épinal).
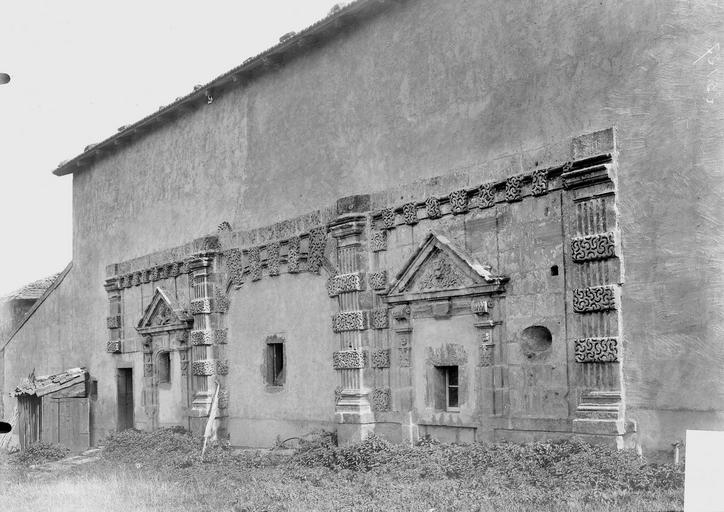
Façade de l'église.
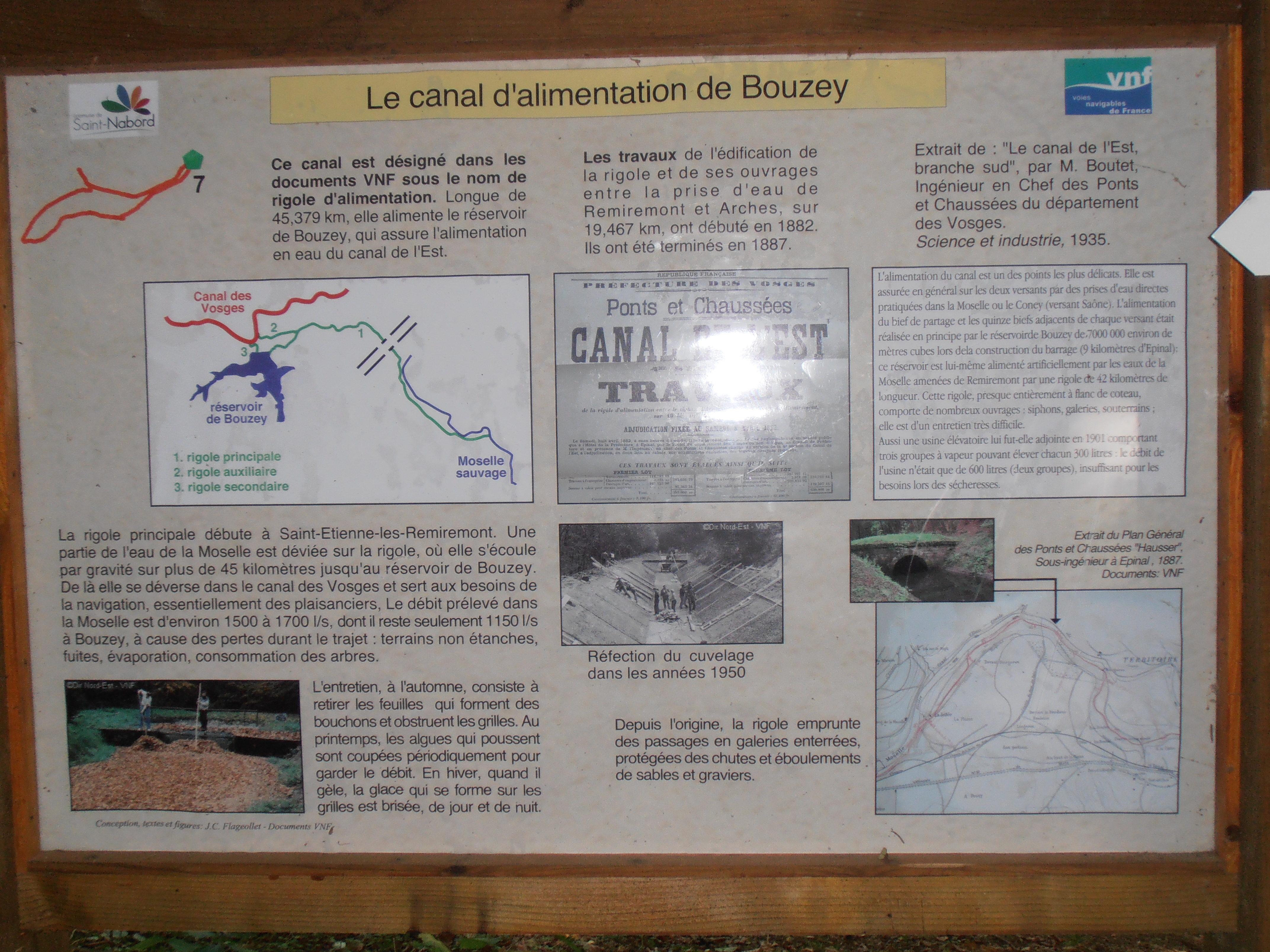
Moraine de Noirgueux.Panneau signalétique sur le sentier pédagogique.
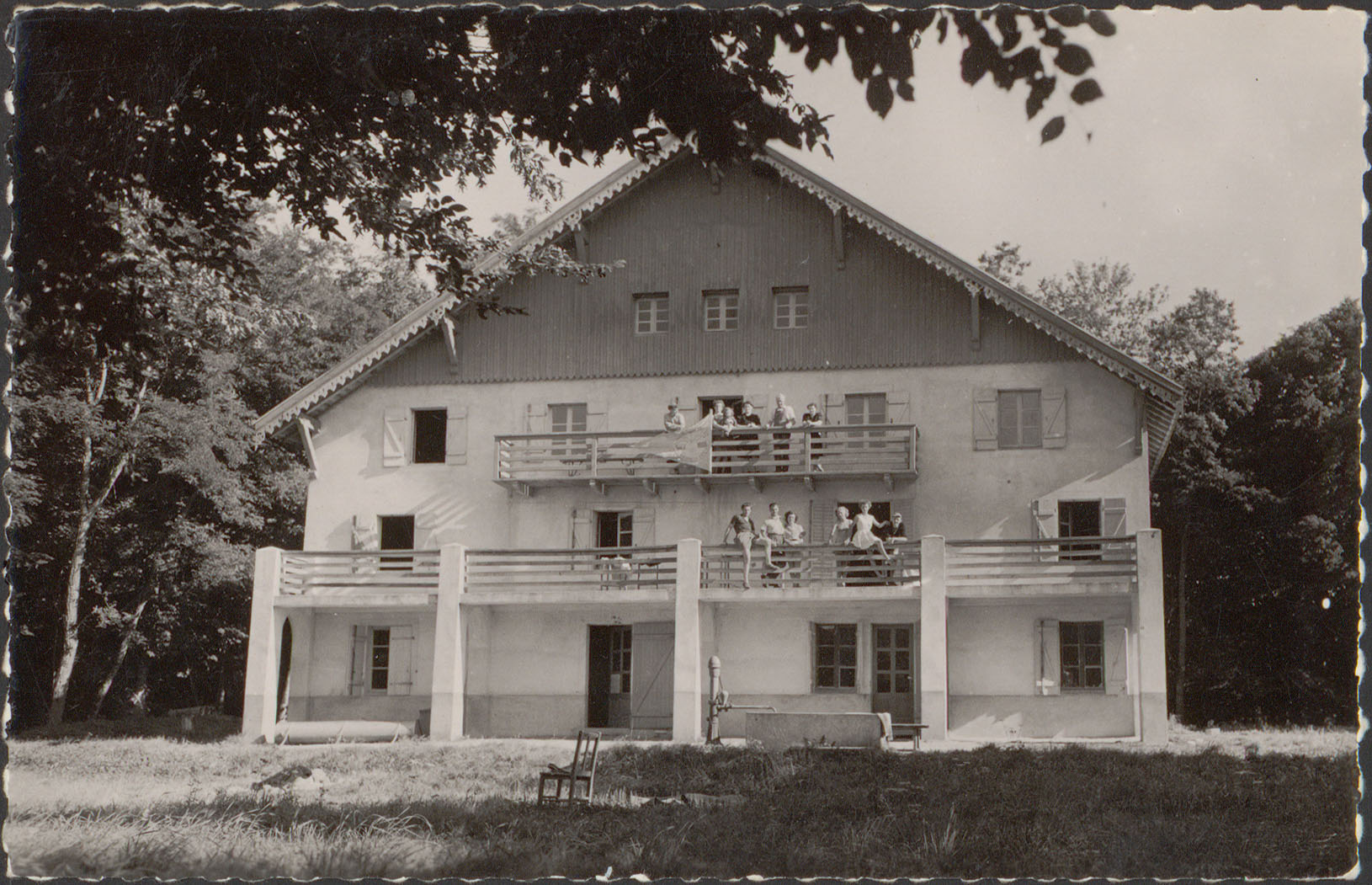
Chalet des amis de la nature[36].

- Église de la Nativité-de-Notre-Dame[37],[38], construite en 1877 dans un style néo-roman. Propriété conjointe des communes de Chaumousey et Sanchey.

Haut-relief : Saint Jean-Baptiste.
Pierre tombale de Gui, abbé de Chaumousey
Autel en bois peint, provenant de l’ancienne église de l’abbaye.
L'horloge est de février 1896 et les cloches de 1899.
- Haut-relief : le Christ mort[42].
- Ancienne abbaye de Chaumousey, fondée en 1094, démolie sous la Révolution française. Il n'en subsiste que des ruines[43],[44],[45],[46],[47]. Une tentative de descritption de l'église abbatiale Saint-Sauveur à partir de plans a été effectuée par Georges Durand[48].
- Monument aux morts[49].

### Personnalités liées à la commune
- Pierre Fourier (1565 - 1640) prononce ses vœux à l'abbaye de Chaumousey, en 1585.
- Paul Urion, résistant, nommé chevalier de la légion d’honneur à titre posthume.
- Antoine, comte Boulay de la Meurthe (1761-1840) homme politique français, comte de l'Empire[50] ;
- Médaillés de Sainte Hélène :

Denis Duhaoux,
Dominique Duhaoux.
- Clémentine Delait, née Clattaux, la « femme à barbe », née le 5 mars 1865 à l'abbaye de Chaumousey, décédée le 19 avril 1939.

### Héraldique, logotype et devise
Aucune information n'est connue à propos de l'héraldique de Chaumousey.
La mitre du blasonnement de Gircourt-lès-Viéville est celle de Saint Martin évêque de Tours, le patron de la communauté chrétienne. Elle est aussi celle des abbés de Saint-Dié et de Chaumousey.

## Pour approfondir